# بیمارستان (فیلم ۲۰۱۳)
بیمارستان به انگلیسی (hospital) یک فیلم ترسناک محصول سال ۲۰۱۳ میلادی که حاصل دو کارگردان به نام‌ تامی گلدن و دانیل امری تیلور است. نسخه‌های محدودی از آن در مارس ۲۰۱۳ در آمریکا توزیع شد. این فیلم پس از اکران، در جشنواره‌های مختلف فیلم ترسناک و همچنین جشنواره فیلم کن به نمایش درآمد.

## خلاصه فیلم
دانشجویان کالج Beth Stratman تصمیم گرفتند که برای تکمیل تحقیقات خود دربارهٔ فرهنگ عامه محلی به شهر کوچکی از بریجپورت سفر کنند. آنها می‌دانند که داستانهای بسیاری در مورد بیمارستان متروکه در آن شهر وجود دارد. پلیس فکر می‌کند که زمانی آنجا محل فروش موادمخدر و روسپی بوده است . اما مردم محلی فکر می‌کنند که آنجا پر از ارواح می‌باشد.
متأسفانه هر دو آنها در اشتباه هستند. در عوض استنلی کریچ(Daniel Emery Taylor) که خود را به عنوان سرپرست این گروه معرفی می‌کند به یافته‌هایی در مورد این بیمارستان دست پیدا می‌کند.

## بازیگران
- Jim O'Rear در نقش Alan
- Daniel Emery Taylor در نقش Stanley Creech
- John Dugan در نقش افسر چمپمن
- April Monique Burril در نقش Mallory
- Jason Crowe در نقش جک
- Scott Tepperman در نقش خودش
- Robyn Shute در نقش Skye
- Alicia M. Clark در نقش Elaine
- Lauryn MacGregor در نقش آنا
- Megan Hunt در نقش الیسون
- Carlo Alvarez در نقش مارک
- Melanie Contrerasa در نقش Marie
- G. Larry Butler در نقش Earl
- Christina Schimmel در نقش آماندا وایت
- Eric Branden در نقش جیسون
- Ernest Douglas Nichols در نقش جان